# میکل هوفسترم
میکل هوفسترم (سوئدی: Mikael Håfström؛ زادهٔ ۱ ژوئیهٔ ۱۹۶۰) کارگردان و فیلمنامه‌نویس سوئدی است. او بیشتر برای فیلم شیطان (۲۰۰۳) و اقتباس سینمایی ۱۴۰۸ از داستان کوتاه استیون کینگ شناخته شده است.

## فیلم‌شناسی

### گزیده آثار کارگردانی
- انتقام (۱۹۹۵)
- روزهایی مثل این (۲۰۰۱)
- شیطان (۲۰۰۳)
- شبح غرق شده (۲۰۰۴)
- خرابکاری (۲۰۰۵)
- ۱۴۰۸ (۲۰۰۷)
- شانگهای (۲۰۱۰)
- تشریفات مذهبی (۲۰۱۱)
- نقشه فرار (۲۰۱۳)
- بیمار بی‌نقص (۲۰۱۹)
- خارج از حصار (۲۰۲۱)
- قلاب‌سنگ (۲۰۲۴)